# Conjugat anticòs-fàrmac

Estructura esquemàtica d'un conjugat anticòs-fàrmac

Els conjugats anticòs–fàrmac o fàrmacs immunoconjugats (ADC, de l'anglès antibody–drug conjugate) són una classe de medicaments biològics dissenyats com a teràpia específica per al tractament del càncer. A diferència de la quimioteràpia, els immunoconjugats estan destinats a dirigir-se i matar les cèl·lules tumorals alhora que eviten afectar les cèl·lules sanes. El 2019, unes 56 empreses farmacèutiques estaven desenvolupant immunoconjugats.
Els ADC són molècules complexes compostes d'un anticòs relacionat amb una càrrega útil d'un medicament citotòxic (anticancerós) biològicament actiu. Els conjugats anticòs–fàrmac són exemples de bioconjugats i immunoconjugats.
Els ADC combinen les capacitats d'orientació dels anticossos monoclonals amb la capacitat de matar el càncer que tenen els medicaments citotòxics. Es poden dissenyar per discriminar el teixit sa i el malalt.

## Exemples
A l'estat espanyol:
- Gentuzumab ozogamicina (Mylotarg), per a la leucèmia mieloide aguda.
- Brentuximab vedotina (Adcetris), per al limfoma de Hodgkin refractari a altres tractaments.
- Trastuzumab emtansina (Kadcyla), per al càncer de mama metastàtic HER2 positiu.
- Inotuzumab ozogamicina (Besponsa), per a la leucèmia limfoide aguda.